# Katarinaförsamlingen
Katarinaförsamlingen (finska: Katariinanseurakunta) är en evangelisk-luthersk församling i Åbo i Finland. Församlingen hör till Åbo ärkestift och Åbo domprosteri. Kyrkoherde i församlingen är Leena Kairavuo. I slutet av 2021 hade Katarinaförsamlingen ungefär 14 620 medlemmar. Församlingens verksamhet sker huvudsakligen på finska.
Katarinaförsamlingen är en del av Åbo och S:t Karins kyrkliga samfällighet. Församlingens huvudkyrka är den medeltida Sankta Katarina kyrka, men till Katarinaförsamlingen hör också Kråkkärrets kyrka.

## Historia
Den nuvarande Katarinaförsamlingen var en del av den historiska S:t Karins församling. Församlingen omnämns år 1309 som "ecclesia sancte Katerine in Nummis", alltså "Sankta Katarina församling i Nummis". Förutom den nuvarande Katarinaförsamlingens område tillhörde också nästan hela den nuvarande S:t Karins kommuns område och Kakskerta  församlingen. Bara de före detta kommunerna Kustös och Pikis områden hörde inte till Sankta Katarina församling.
S:t Karins kommun grundades på 1860-talet när kommunalförvaltningen grundades på landsbygden i Finland. År 1939 blev en del av kommunen en del av Åbo stad. Därför ligger också den medeltida Sankta Katarina kyrkan i Åbo idag. Församlingen fortsatte dock sin verksamhet som en helhet fram till år 1991 tills att den delades i två. Därvid grundades den nuvarande S:t Karins församling som har verksamhet i S:t Karins kommun och Katarinaförsamlingen som har verksamhet i Åbo stad. Båda församlingarna tillhör Åbo och S:t Karins kyrkliga samfällighet.